# 帕德卡亞

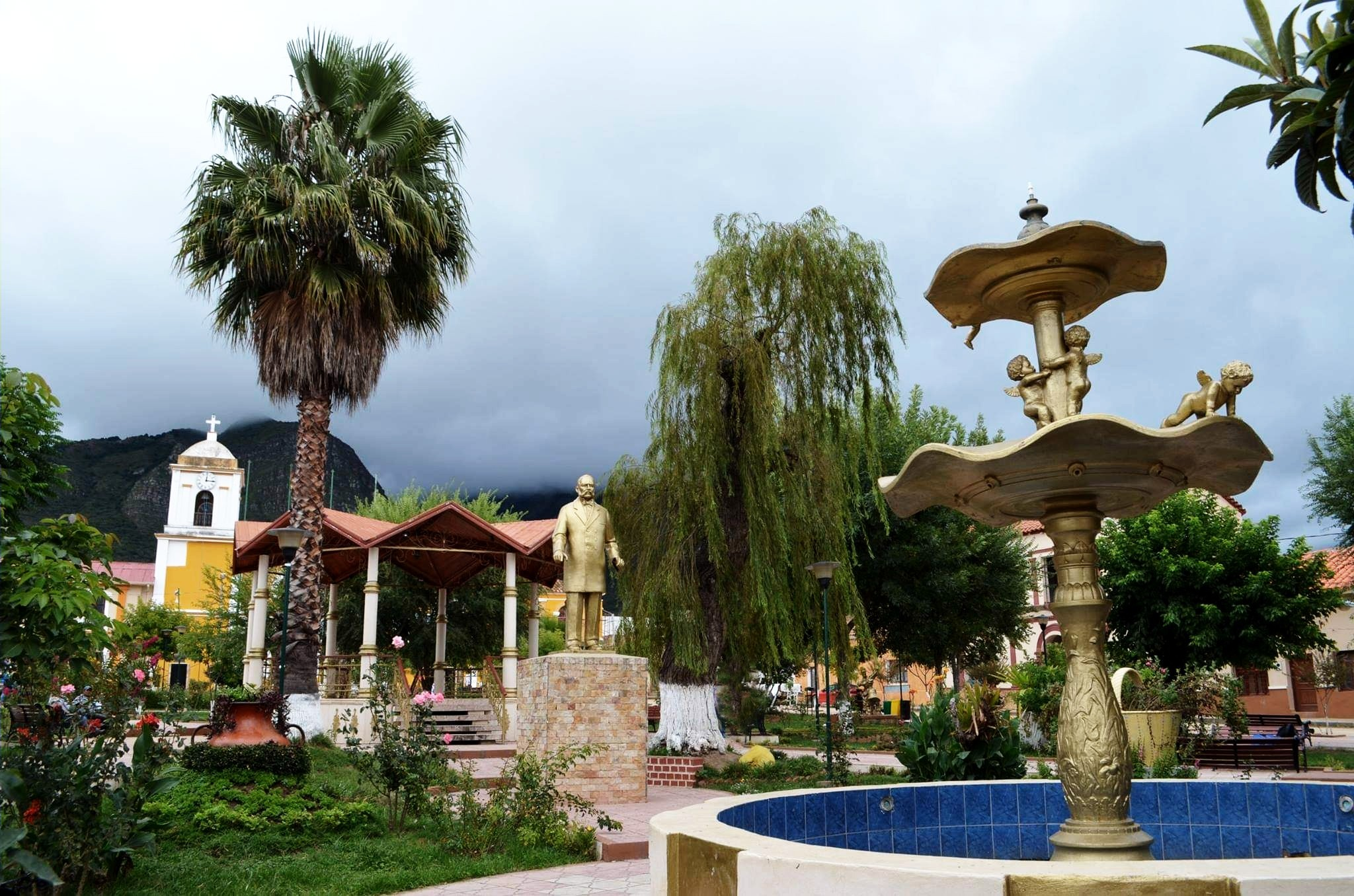
广场

帕德卡亞（西班牙語：Padcaya），是玻利維亞東南部塔里哈省阿尔塞县的市鎮，并为该县的县府所在地，處於省会塔里哈以南50公里，海拔高度1,997米，每年平均降雨量630毫米。市镇面积为4,225.17平方公里，2012年人口数量为18,681人。